# 民主活水連線
民主活水連線，簡稱民主活水，是臺灣政黨民主進步黨內派系之一，成立於2022年。
民主活水連線成員以現任行政院院長卓榮泰與海基會副董事長兼秘書長羅文嘉為首，另包括現任國家安全會議副秘書長林飛帆、勞動部部長洪申翰、立法委員范雲及她辦公室顧問許菡芸、基隆市議長童子瑋、民進黨中執委潘新傳、民進黨青年部前主任吳濬彥等人為代表。